# The Dubliners
The Dubliners (англ. Дублинцы) — группа, исполняющая ирландскую народную музыку, существовавшая с 1962 по 2012 год. Изначально они прославились своими выступлениями в O’Donoghue’s Pub.

## Участники группы
- Ронни Дрю (Ronnie Drew) (1962—1974; 1979—1995) вокал, гитара
- Люк Келли (Luke Kelly) (1962—1984) вокал, банджо
- Киаран Бурк (Ciaran Bourke) (1962—1974) вокал, гитара, вистл, губная гармоника
- Барни МакКенна (Barney McKenna) (1962—2012) ирландское банджо, мандолина, аккордеон, вокал
- Джон Шин (John Sheahan) (1964-) скрипка, мандолина, вистл
- Бобби Линч (Bobby Lynch) (1964—1965) вокал, гитара
- Джим МакКанн (Jim McCann) (1974—1979) вокал, гитара
- Шон Кэннон (Sean Cannon) (1982-) вокал, гитара
- Эмон Кемпбелл (Eamonn Campbell) (1987-) гитара, мандолина
- Падди Релли (Paddy Reilly) (1995—2005) вокал, гитара
- Патси Уотчхорн (Patsy Watchorn) (2005-) вокал, банджо, бойран

Изначально группа была известна как The Ronnie Drew Group, первыми её участниками были Ронни Дрю, Люк Келли, Кьяран Бурк и Барни МакКенна. Изменение названия вызвано пристрастием Келли к рассказам Джеймса Джойса из сборника «Дублинцы».
Группа прославилась благодаря своему мастерскому эмоциональному исполнению таких ирландских народных песен, как городские баллады, пабные «застольные» песни и т. д., так же The Dubliners исполняли и инструментальные композиции, такие, как рилы, джиги и хорнпайпы.
Группа прекратила существование в текущем виде после кончины Барни Маккенны в 2012 году.

## Популярность
The Dubliners широко известны не только в Ирландии; они были первопроходцами в стиле ирландской народной музыки в Европе и (хотя в меньшей степени) в США. Их треки 1967 года Seven Drunken Nights и The Black Velvet Band активно продвигались на пиратской радиостанции Radio Caroline. В результате оба трека вошли в топ 20 поп-чартов Великобритании. Третий сингл, Maids, When You’re Young Never Wed an Old Man достиг 43 места в декабре 1967.

## Дискография
- 1964 The Dubliners with Luke Kelly
- 1965 In Concert
- 1966 Finnegan Wakes
- 1967 A Drop of the Hard Stuff (a.k.a. Seven Drunken Nights)
- 1967 More of the Hard Stuff
- 1968 Drinkin' and Courtin' (a.k.a. I Know My Love)
- 1968 At It Again (a.k.a. Seven Deadly Sins)
- 1969 Live at the Royal Albert Hall
- 1969 At Home with The Dubliners
- 1969 It’s The Dubliners
- 1970 Revolution
- 1972 Hometown
- 1972 Double Dubliners (a.k.a. Alive And Well)
- 1973 Plain and Simple
- 1974 Live
- 1975 Now
- 1976 A Parcel of Rogues
- 1977 Live at Montreux
- 1977 Home, Boys, Home
- 1977 15 Years On (переиздан)
- 1979 Together Again
- 1983 21 Years On (переиздан)
- 1983 Prodigal Sons
- 1985 Live In Carre
- 1987 25 Years Celebration (переиздан)
- 1988 Dubliner’s Dublin
- 1992 30 Years A-Greying (переиздан)
- 1992 Off to Dublin Green
- 1996 Further Along
- 1997 Alive Alive-O
- 1997 The Definitive Transatlantic Collection
- 1998 At their best
- 2000 Original Dubliners
- 2000 Collection (переиздан)
- 2002 The best of The Dubliners
- 2002 The Transatlantic Anthology
- 2002 40 Years (half reassembling)
- 2002 Live From The Gaiety
- 2003 Spirit of the Irish
- 2006 The Dubliners Collection (переиздан)
- 2006 Live At Vicar Street
- 2009 A Time to Remember